# Rafał Boraks

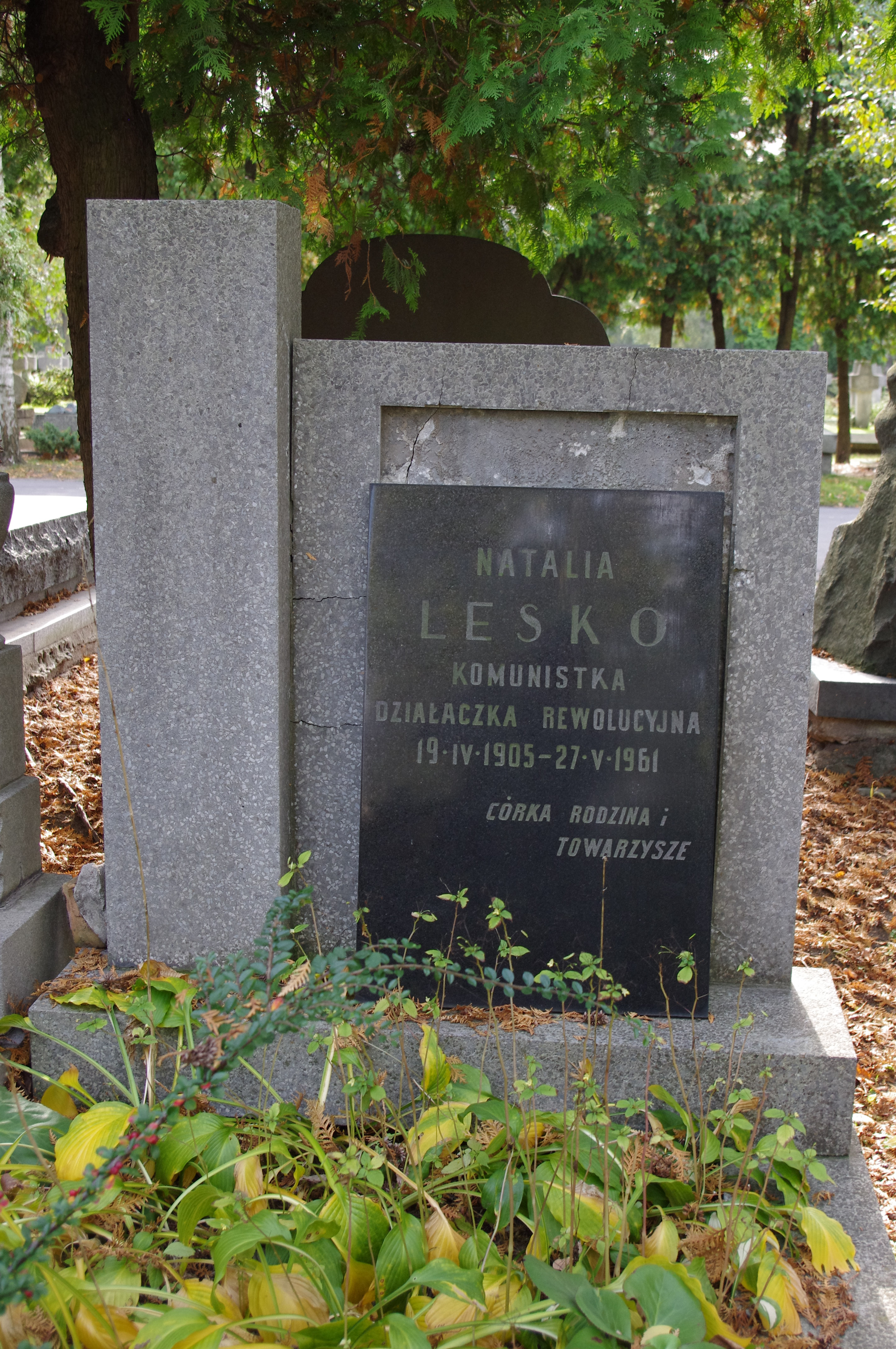
Grób wdowy po Rafale Boraksie – Natalii Lesko-Weksler – komunistki i działaczki rewolucyjnej, członkini Komunistycznej Partii Polski, na Cmentarzu Wojskowym na Powązkach w Warszawie

Rafał Boraks ps. „Cholin”, „Bolek”, „Bolesławski”, „Emil”, „Roman”, „Stolarski” (ur. 29 marca 1902 w Łodzi, zm. 1937 w ZSRR) – działacz komunistyczny, publicysta.
Syn zamożnego żydowskiego przemysłowca Samuela (Szmula). Pod koniec 1918 został usunięty z gimnazjum za „bolszewizm”. Od stycznia 1919 członek KPRP/KPP, delegat na jej konferencje okręgowe w Częstochowie. Od 1921 sekretarz piotrkowskiej organizacji KPRP, od 1922 członek egzekutywy Komitetu Okręgowego (KO) KPRP. Od jesieni 1922 pracował w redakcji pisma „Wyzwolenie Robotnicze”. W grudniu 1925 został sekretarzem KO KPP w Zagłębiu Dąbrowskim, a rok później w Krakowie. Brał udział w IV Zjeździe KPP (maj-sierpień 1927 pod Moskwą). W 1928 został sekretarzem Centralnej Redakcji MOPR.; w tym czasie działał w okręgach Częstochowa-Piotrków i Kutno-Włocławek. 1929-1930 działał w Warszawie. Za działalność komunistyczną był kilkakrotnie więziony. Od 1935 na polecenie władz KPP działał w ZSRR. W 1937 został aresztowany przez NKWD, a następnie stracony w ramach czystek stalinowskich i likwidacji czołowych działaczy KPP. W 1956 został pośmiertnie zrehabilitowany.
Był żonaty z działaczką KPP Natalią Lesko-Weksler.